# Roger-Adrien de Riencourt
Roger-Adrien, comte de Riencourt (14 juillet 1822, Genève - 19 octobre 1862, 8e arrondissement de Paris), est un homme politique français.

## Biographie
Roger-Adrien de Riencourt est née le 14 juillet 1822. Il est le fils du marquis Roger-Philippe-Marie-Adrien de Riencour Tilloloy et d'Antoinette-Caroline de Jaquet et le frère d'Anne-Honoré-Olivier, Comte de Riencourt.
Il est appelé en 1859 au poste de chambellan de l'Empereur. 
En août 1859, il est nommé chevalier de la Légion d'Honneur. 
Le 8 janvier 1860, en l'emplacement de son cousin Prosper-Abbeville Tillette de Mautort de Clermont-Tonnerre décédé, il est élu député au Corps législatif, dans la 2e circonscription de la Somme. Il est élu par 20 439 suffrages sur 20 568 votants. 
Il siège à droite, opine avec la majorité dynastique, et meurt à Paris en 1862. Il est remplacé à la Chambre par Sénéca.
Le 19 octobre 1862, il se suicide avec un pistolet chez lui, au 53 avenue Montaigne. Les journaux expliquent que son suicide était motivé par des peines de cœurs,.Trois années après, son fils remplit ses dernières volontés en faisant don de tableaux au Musée d'Abbeville et du Ponthieu.

## Sources et références
- « Roger-Adrien de Riencourt », dans Adolphe Robert et Gaston Cougny, Dictionnaire des parlementaires français, Edgar Bourloton, 1889-1891 [détail de l’édition]